# Giuseppe Borsalino
Pour les articles homonymes, voir Borsalino.
Giuseppe Borsalino né  le 15 septembre 1834 à Pecetto di Valenza (royaume de Sardaigne), mort le 1er avril 1900 à Alexandrie (royaume d'Italie), est un styliste italien, connu comme le créateur d'un chapeau qui porte son nom.

## Biographie
D'un milieu modeste, Giuseppe Borsalino quitte à quatorze ans ses parents et travaille en Italie puis en France dans la fabrication des chapeaux de luxe en poils de castor. En 1856, il rentre en Italie et il fonde sa maison à Alexandrie et dépose son nom pour le chapeau qu'il produit.